# 서성종 (배우)
서성종(1978년 ~ )은 대한민국의 배우이다.

## 학력
- 1997~2002 서울예술대학교 연극과

## 출연

### 방송

#### 드라마
- 2009 MBC 돌아온 일지매 - 남사당패
- 2015 JTBC 송곳
- 2017 JTBC 힘쎈여자 도봉순 - 무기 판매 업자
- 2017 tvN 크리미널마인드 - 피해자 부
- 2018 SBS 기름진 멜로 - 호텔 주방 조리사
- 2018 tvN 하늘에서 내리는 1억개의 별
- 2018 KBS2 죽어도 좋아 - 영업 팀장
- 2018 KBS2 드라마 스페셜 - 도피자들
- 2019 TV조선 조선생존기
- 2019 채널A 평일 오후 세시의 연인
- 2020 KBS 2TV 한 번 다녀왔습니다 - 송가희가 면접 본 헬스장 사장 역
- 2020 KBS 2TV 그놈이 그놈이다
- 2020 tvN 슬기로운 의사생활
- 2021 tvN 마인 - 황형수 형사
- 2021 넷플릭스 마이네임 - 나대수 형사

### 영화
- 2005 내 생애 가장 아름다운 일주일 - 천사의 도전 농구 선수 역
- 2010 육혈포 강도단 - 싱글 파파 역
- 2015 조선명탐정2: 사라진 놉의 딸 - 사내 역
- 2015 쓰리 썸머 나잇 - 과거 고참 형사 역

### 공연

#### 연극
- 2003 라쇼몽
- 2004 북어대가리
- 2004 난타
- 2008 쉬어매드니스
- 2009 라이어 1탄
- 2010 짬뽕
- 2013 쉬어매드니스
- 2014 날 보러와요
- 2021 아줌마 - 정선
- 2022 리차드3세

#### 뮤지컬
- 2009 빨래
- 2011 막돼먹은 영애씨
- 2012 파리의 연인
- 2012 뽕짝뮤지컬 군수선거